# Ron Athey

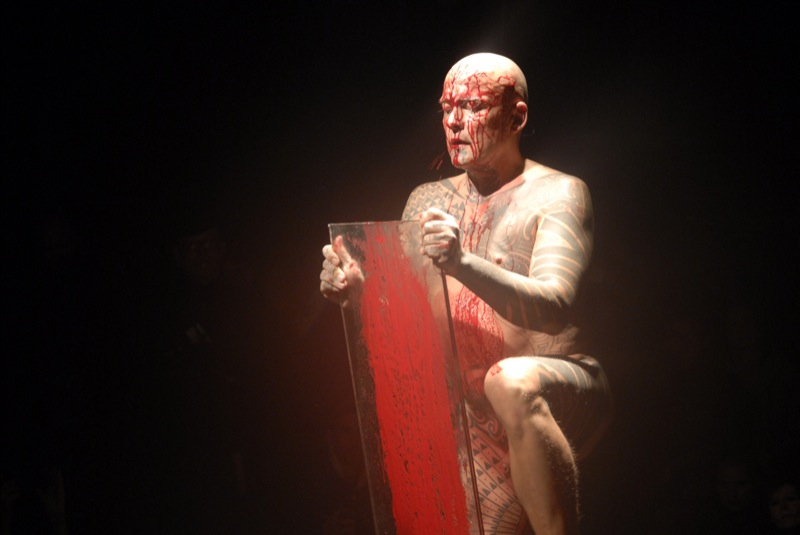
Ron Athey

Ron Athey (geboren 16. Dezember 1961 in Groton, Connecticut) ist ein US-amerikanischer Performancekünstler und Musiker. Mit seiner Body-Art, die oft in einem queeren Kontext interpretiert wird, hinterfragt er soziale Normen rund um Körper und Männlichkeit, oft unter Verwendung von Symbolik religiöser Ikonografie. Dabei geht es ihm um die Darstellung von Traumata; durch Zufügen von Schmerzen möchte er Leiden beim Zuschauer auslösen und so eigene erlebte Traumata greifbar machen.

## Leben und Werk
Athey wuchs in einer Vorstadt von Los Angeles in einem konservativen Umfeld auf, seine Eltern waren Anhänger der Pfingstbewegung. Mit seinem ersten Freund Rozz Williams brach er aus seinem Familienumfeld aus, experimentierte mit LSD und wurde inspiriert von Künstlern wie Patti Smith, Jean Genet und Charles Baudelaire. Die Abkehr von seiner religiösen Erziehung war ein Mitgrund für seine Hinkehrung zu extremen Formen von Kunst.
Als Rozz Williams sich mit seiner Band Christian Death zerwarf, bildeten Athey und er von 1981 bis zu dessen Tod durch Suizid im Jahr 1998 die Industrial-Band Premature Ejaculation, wobei die Live-Auftritte der Band provokante Performance-Einlagen darboten. Dies waren Atheys erste Performances.
Athey ist HIV-positiv seit 1985, was ein prägendes Element vor allem seiner frühen Performance-Kunst war: „I always refer back to AIDS because I had a cloud of death over me from 1985, until I trusted that the drug cocktail was working“. Seine Arbeiten sind vom Erleben der AIDS-Epidemie unter Homosexuellen in den 1980er Jahren als „Apokalypse“ geprägt, da viele seiner Freunde nach und nach starben.
Zu seinen bekanntesten Auftritten zählen jene in den 1990er Jahren, die als seine blutigsten gelten. In St. Sebastian (1999) formt Athey aus Nadeln Bögen und steckt sich diese nach und nach in den Kopf, was zu großem Blutverlust führt. In der Performance Folter-Trilogie, bestehend aus Martyrs & Saints (1992), 4 Scenes in A Harsh Life (1993) und Deliverance (1994), greift Athey etwa auf Fleischhaken, Klammern, Brenneisen und Analpenetration zurück. The Solar Anus (1998) ist in Anlehnung an Georges Bataille eine Reflexion über die Rolle des Anus in sexuellen Praktiken. In seinem Kontrasexuellen Manifest zitiert Paul B. Preciado The Solar Anus als Beispiel für eine sexuelle Praktik, die Sexualität in seiner in den Körper eingeschriebenen Heteronormativität ablehnt und eine Alternative dazu entwirft.
1994 erregte eine Performance von 4 Scenes in A Harsh Life mediales Aufsehen. Eine Zeitung berichtete, Zuschauer seien in Kontakt mit HIV-infiziertem Blut gekommen. Daraufhin war es fast unmöglich für Athey, weiterhin Auftritte in den USA zu finden, weshalb er sich vor allem auf Auftritte in Europa beschränkte.
Zu der 2013 erschienenen Monografie Pleading in the Blood: The Art and Performances of Ron Athey über sein Werk trugen unter anderem Antony Hegarty, Bruce LaBruce und Lydia Lunch bei.